# ゴファン・ピクチャーズ
有限会社ゴファン・ピクチャーズは、日本の映画・TV・ビデオ制作会社。
2000年6月設立。代表は、映画プロデューサー、ディレクターの西村大志。

## 事業所
- 銀座オフィス：東京都中央区銀座6-13-16 銀座WALLビルUCF5F
- 本店所在地：東京都荒川区南千住7-23-18
- 南千住スタジオ：東京都荒川区南千住8-5-7

## 制作実績

### 映画
- FLYING BABY （2006年／文化庁・VIPO若手育成プロジェクト）
- ケンとメリー 雨あがりの夜空に（2013年）

### ＴＶ
- 仲代達矢　小林正樹を語る（2006.6/CS）
- 佐藤忠男　小林正樹を語る（2006.6/CS）
- 原田芳雄　黒木和雄監督を語る（2006.7/CS）
- チャ・インピョファンミーティングのすべて（2006.8/CS ）
- 築地三姉妹物語　ハナカゼカオル（2006.10- 2007.9/CS）
- 築地探偵　ハナカゼカオル（2007.10- 2008.9/CS）
- 映画「百万円と苦虫女」特別番組　ストーリー篇／監督タナダユキ篇／女優蒼井優篇（2008.6/CS）
- まいど!!こちら情報喫茶でおま。（2008.10-2009.3/CS）
- 『大鹿村騒動記』公開記念特集（2011.7/CS）
- 海老蔵×瑛太　一命を懸けた挑戦！　映画『一命』公開記念スペシャル（2011.10/地上波）

### TV CM
- GANTZ（アニメシリーズ）DVD発売告知
- 宇宙戦艦ヤマト 復活篇 ディレクターズカット BD&DVD発売告知

### ブルーレイ・DVD

#### 〈商品企画／パッケージ制作／映像制作〉
2010年
- 宇宙戦艦ヤマト　復活篇（アニメ）
- スノープリンス
- 座頭市 THE LAST

2011年
- 十三人の刺客
- SPACE BATTLESHIP ヤマト

2012年
- 大鹿村騒動記
- デンデラ
- セカンドバージン
- 一命

#### 〈特典映像制作〉
2008年
- 怪談

2009年
- 闇の子供たち
- おくりびと
- ブロードウェイ　ブロードウェイ
- カムイ外伝

- 狼と香辛料　（ブルーレイメニュー）
- 鋼鉄神ジーグ（ブルーレイメニュー）
- ティアーズ・トゥ・ティアラ（ブルーレイメニュー）

2010年
- みつばちハッチ（アニメ）
- スノープリンス
- 鉄男　THE BULLET MAN

〜2006年まで
- NANA
- 怪〜AYAKASHI〜 四谷怪談／天守物語／化猫
- EGG
- LOVERS
- GANTZ
- お父さんのバックドロップ

## 関連する人物・項目
- 西村大志　：　日本の映画プロデューサー
- 長岡広太　：　映像クリエーター　映画作家
- 松岡孝典　：　演出
- 宮野ケイジ　：　映画監督　CMディレクター